# Софія Ядвіга Брауншвейг-Люнебурзька
Софія Ядвіга Брауншвейг-Люнебурзька (нім. Sophie Hedwig von Braunschweig-Lüneburg, (13 червня 1592 — 13 січня 1642) — донька герцога Брауншвейг-Люнебургу Генріха Юлія та данської принцеси Єлизавети, дружина графа Ернеста Казимира Нассау-Дицького, штатгальтера Фрісландії, Гронінгена та Дренте.  

## Походження

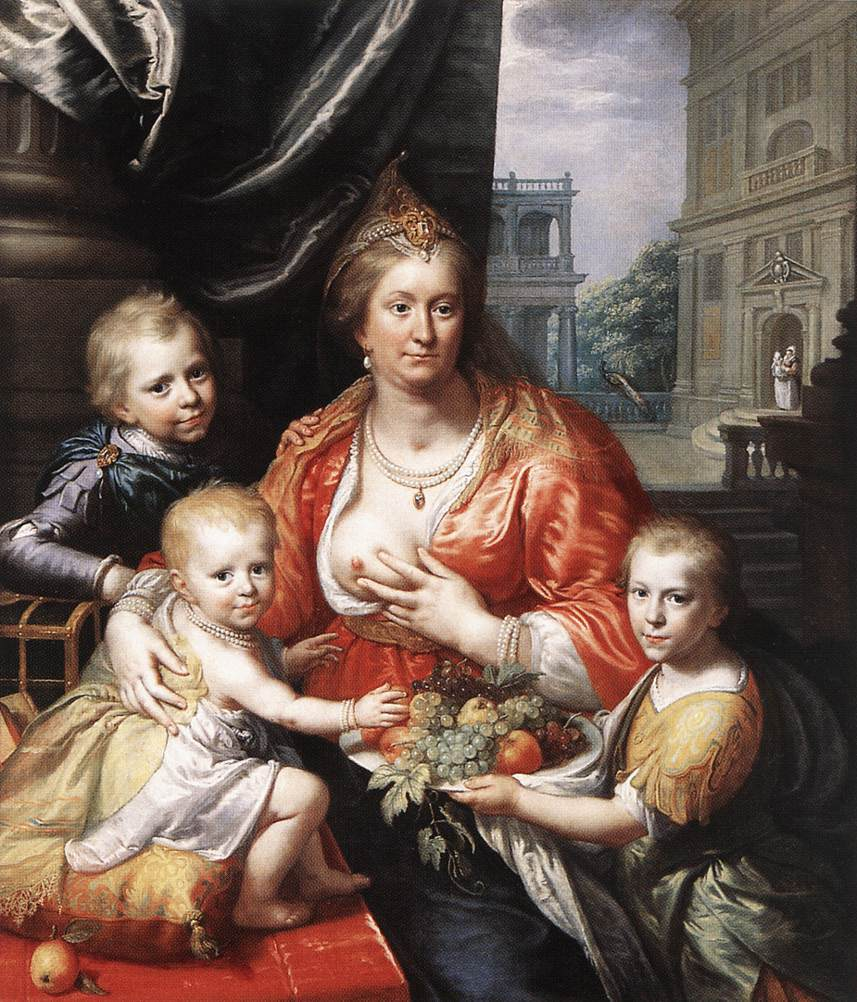
Софія Ядвіга із синами

Софія Ядвіга була старшою донькою та другою дитиною в родині герцога Генріха Юлія Брауншвейг-Люнебурзького та його другої дружини Єлизавети Данської. З батьківської сторони вона була онукою герцогу Брауншвейг-Люнебургу Юлію та Ядвізі Бранденбурзькій. По материнській лінії була онукою короля Данії та Норвегії Фредеріка II та Софії Мекленбург-Гюстровської.

## Біографія
Софія Ядвіга Брауншвейг-Люнебурзька народилася 13 червня 1592 року. 
1607 року її пошлюбив  граф Ернест Казимир Нассау-Дітц, який був штатгальтером Фрісландії, Гронінгену та Дренте. Троє перших дітей подружжя народилися мертвими. Лише 1612 року з'явився здоровий хлопчик Генрік Казимир. Згодом в родині народилося ще п'ятеро дітей.

## Родина
Чоловік — Ернст Казимир I Нассау-Дицький
Діти:
- Генрік Казимир (1612—1640) — граф Нассау-Дітц, штатгальтер Фрісландії, Гронінгену та Дренте. Не був одружений та не мав дітей. Загинув на полі бою.
- Віллем Фредерік (1613—1664) — успадкував від брата титул графа Нассау-Дітц та штатгальтерство. Був одружений із Альбертіною Агнессою Нассау, донькою принца Оранського. Мав трьох дітей.
- Єлизавета (25 липня—18 вересня 1614)
- Йоганн Ернст  (29 березня—травень 1617)
- Моріц  (1619—1628)
- Єлизавета Фрісо (1620—1628)